# Catanduanes
Catanduanes là một tỉnh đảo của Philippines nằm ở vùng Bicol thuộc Luzon. Tỉnh lỵ là Virac. Catanduanes đối diện với tỉnh Camarines Sur qua eo biển Maqueda

## Địa lý
Catanduanes nằm ở mép của đông của Luzon. Tỉnh cũng bao gồm một số hòn đảo nhỏ xung quanh. Với diện tích 1.511,5 km² bờ biển của tỉnh có chiều dài tổng cộng là 400 km với nhiều cắt xẻ và vịnh 
Địa hình Catanduanes hiểm trở và có nhiều đồi núi, nhất là theo hướng tiến sâu vào phái trong của đảo. Đỉnh núi cao nhất là Boctot với độ cao là 803 m. Tỉnh không có mùa khô, mưa được phân bổ đều cả năm nhưng mưa nhiều hơn vào quý 4 và quý 1 hàng năm.

## Nhân khẩu
Hầu hết dân cư tại Catanduanes đều sinh ra tại đây. Những người nhập tịch chủ yếu là người Hoa và các quốc gia khác chiêm chưa đầy 1% dân số. Nhiều người từ Visayas và Mindanao cũng nhập cư vào tỉnh.
Ngoài tiếng Bicolano bản địa, tiếng Tagalog được sử dụng trong trường học và trở thành ngôn ngữ thứ hai của hầu hết người dân Catanduanes. Tiếng Anh được sử dụng trên các phương tiện truyền thông.

## Hành chính
Tỉnh có 11 đô thị tự trị
| Đô thị tự trị | Số Barangay | Diện tích (km²) | Dân số (2007) | Mật độ (trên km²) |
| ------------- | ----------- | --------------- | ------------- | ----------------- |
| Bagamanoc     | 18          | 93,90           | 10.183        | 108,4             |
| Baras         | 29          | 109,5           | 11.787        | 107,6             |
| Bato          | 27          | 48,8            | 18.738        | 384               |
| Caramoran     | 27          | 252,4           | 25.618        | 101,6             |
| Gigmoto       | 9           | 187             | 7.569         | 40,5              |
| Pandan        | 26          | 119,9           | 19.005        | 185,5             |
| Panganiban    | 23          | 63,8            | 9.290         | 145,6             |
| San Andres    | 38          | 202,6           | 33.781        | 166,7             |
| San Miguel    | 24          | 125,1           | 12.966        | 103,6             |
| Viga          | 31          | 151,1           | 19.266        | 127,5             |
| Virac         | 63          | 157,4           | 64.554        | 410,1             |